# Christian Carl Kramer
Pour les articles homonymes, voir Kramer.
Christian Carl Kramer, né le 19 janvier 1732 à Copenhague et mort à Bombay le 10 février 1764, est un médecin, astronome et explorateur danois.

## Biographie
Il est surtout connu pour avoir été le médecin et astronome de l'expédition de Carsten Niebuhr au Proche-Orient. Il devait tenir comme tous les membres du voyage, un journal, ce qu'il ne fit pas. 
Il meurt de maladie durant l'expédition. 